# Lệ Giang
Lệ Giang (tiếng Trung Quốc: 丽江 Lìjiāng) là một địa cấp thị ở phía tây bắc của tỉnh Vân Nam, Trung Quốc. Nó có diện tích 21.219 kilômét vuông (8.193 dặm vuông Anh) và dân số 1.244.769 người theo điều tra dân số năm 2010, trong đó có 211.151 người sống tại khu vực nội thị được tạo thành từ quận Cổ Thành. Lệ Giang nổi tiếng khi Thành cổ Lệ Giang được UNESCO công nhận là Di sản thế giới. Một tuyến đường sắt hạng nhẹ đang được tiến hành xây dựng để kết nối Lệ Giang với các thành phố gần đó.

## Phân cấp hành chính
Thành phố Lệ Giang bao gồm một quận (hay khu đô thị cổ), 2 huyện và 2 huyện tự trị:
- Quận Cổ Thành (古城区; Gǔchéng Qū)
- Huyện Vĩnh Thắng (永胜县; Yǒngshèng Xiàn)
- Huyện Hoa Bình (华坪县; Huápíng Xiàn)
- Huyện tự trị dân tộc Nạp Tây Ngọc Long (玉龙纳西族自治县; Yùlóng Nàxīzú Zìzhìxiàn)
- Huyện tự trị dân tộc Di Ninh Lạng (宁蒗彝族自治县; Nínglàng Yízú Zìzhìxiàn)

Khu vực nội thị Lệ Giang gồm khu đô thị mới, Đại Nghiên cổ trấn, Thúc Hà cổ trấn (束河古镇), Bạch Sa cổ trấn (白沙古镇).
Thành phố Lệ Giang cũng bao gồm một số phần của Hổ Khiêu hiệp (hẻm sông Hổ Nhảy).

## Đô thị cổ Lệ Giang
Đô thị cổ Lệ Giang thường được biết đến dưới tên gọi Đại Nghiên cổ trấn (大研古镇). Đây là một thành phố cổ tuyệt đẹp cả về phong cảnh và lịch sử, nơi sinh sống của các dân tộc Bạch (Bai), Nạp Tây và Tạng. Thành cổ này nằm trên độ cao 2.400 m, trên cao nguyên Vân Quý, cách Côn Minh hơn 500 km và có diện tích 3,8 km².
Nó không có tường thành, với trung tâm là phố Bốn Phương. Nó nổi tiếng về hệ thống đường thủy và cầu cống, nên còn được gọi là"Venezia của phương Đông". Lệ Giang có 354 chiếc cầu (bình quân cứ 1 km² có 93 cầu) bắc trên hệ thống sông Ngọc Hà trong nội thành. Những cây cầu được nhắc đến nhiều: Đại Thạch, Nam Môn, Mã Yên, Nhân Thọ, được xây vào đời Minh và Thanh.
Hiện nay Lệ Giang có khoảng 30.000 dân với hơn 6200 hộ, chủ yếu là người Nạp Tây (hay Na-xi). 30% người dân vẫn làm nghề thủ công (đức đồng, chạm bạc, thuộc da và lông thú, dệt).
Đô thị cổ Lệ Giang có lịch sử lâu đời hơn 800 năm. Lệ Giang được xây vào cuối đời Tống, đầu đời Nguyên. Trước cửa các ngôi nhà người ta đều trồng dương liễu và có suối nước chảy qua.
Phủ họ Mộc vốn là nơi ở của thủ lĩnh thế tập Lệ Giang, được xây vào thời Nhà Nguyên. Sau khi được đại tu vào năm 1998, phủ họ Mộc trở thành Viện bảo tàng của đô thị cổ.
Tương truyền về lý do thành cổ Lệ Giang không có tường thành như sau: Thủ lĩnh họ Mộc cho rằng nếu xây thành có nghĩa là tự giam mình vì chữ mộc (木) nếu đóng khung xung quanh sẽ thành chữ khốn (困), nghĩa là bị vây hãm, trói buộc, nên đã không xây thành xung quanh để bảo vệ. 
Một phần ba thành phố cổ đã bị phá hủy bởi một trận động đất vào tháng 2 năm 1996.
Đô thị cổ Lệ Giang (bao gồm cả Đại Nghiên, Thúc Hà và Bạch Sa) đã được công nhận là Di sản Văn hóa thế giới vào ngày 4 tháng 12 năm 1997. Du lịch nơi đây hiện nay rất phát triển.

## Giao thông
- Quốc lộ 214
- Công lộ Đại Lý - Hạc Khánh - Lệ Giang
- Tỉnh lộ 308
- Đường sắt Đại Lý - Lệ Giang, khai thông năm 2009.
- Sân bay Lệ Giang